# DCF77
座標: 北緯50度0分56秒 東経9度00分39秒 / 北緯50.01556度 東経9.01083度

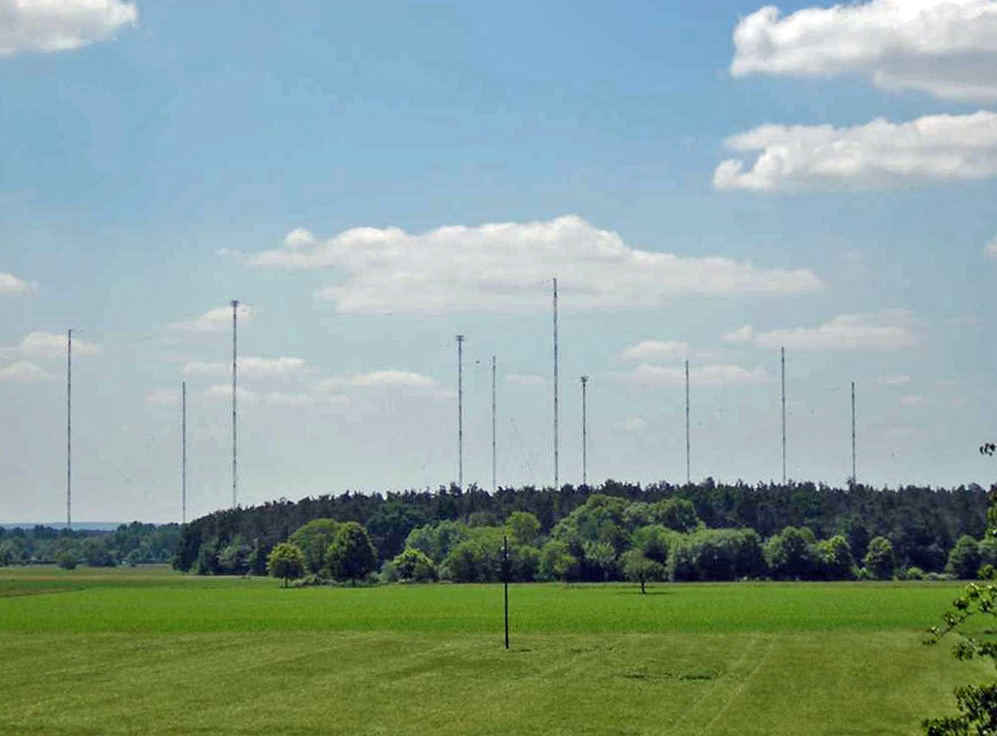
マインフリンゲンのDCF77

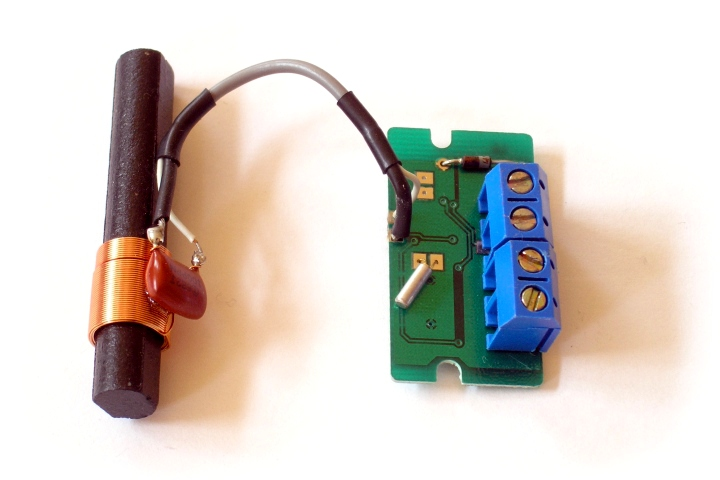
低コストのDCF77受信機

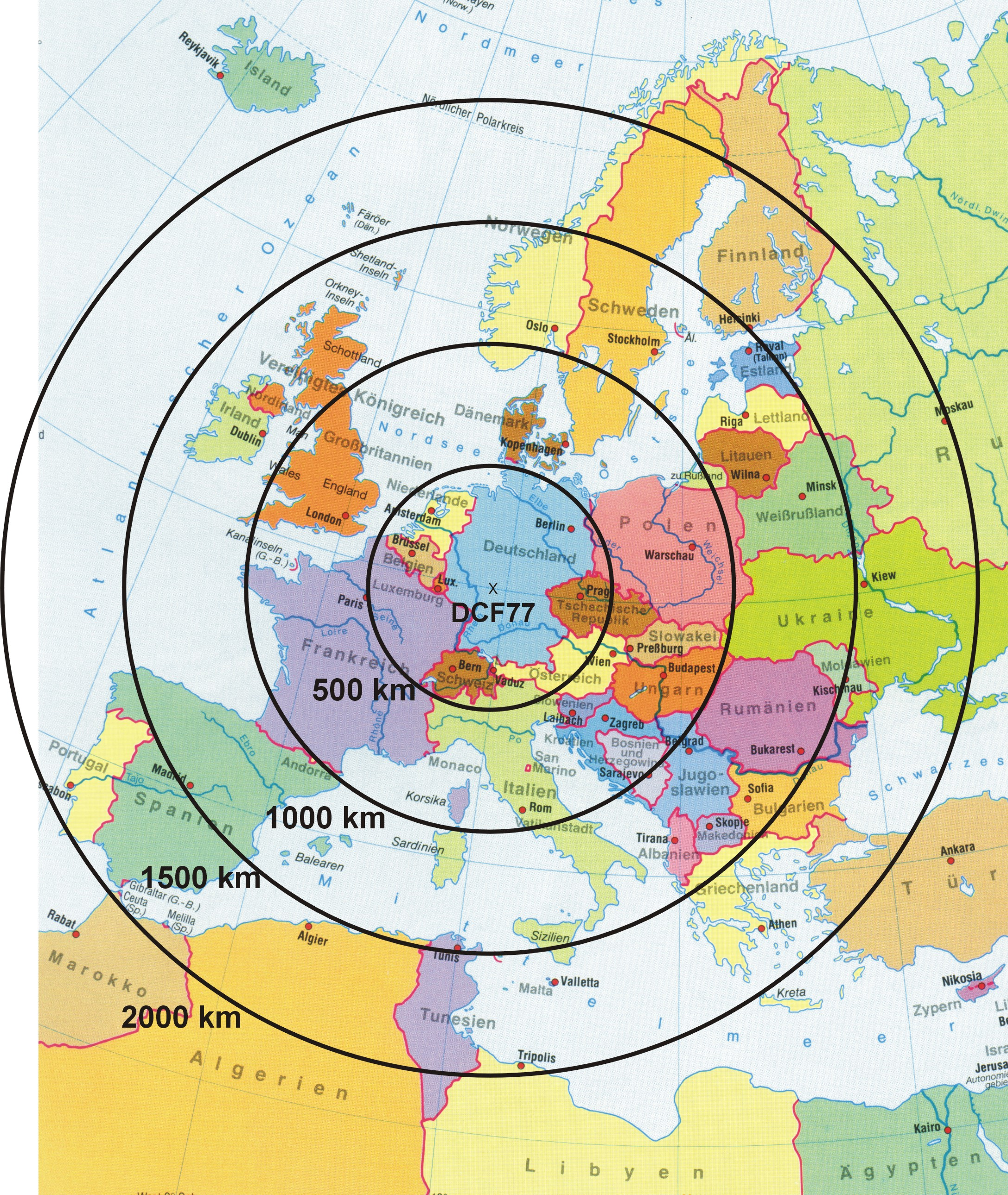
DCF77の範囲

DCF77 は、長波時報信号と周波数標準電波局である。
その最初と予備の送信機は、ドイツのフランクフルト南東およそ25kmのマインフリンゲン（Mainflingen）に位置する。かつては、ドイツ連邦の理工学研究所の Physikalisch-Technische Bundesanstalt （PTB）によって運営されていたが、現在は T-Systems Media&Broadcast （ドイツテレコムの子会社）が代わって運営している。DCF77は、1959年から周波数標準局として運行し、時刻と日付情報は1973年に追加された。

## 信号
77.5kHzの搬送波信号（キャリア信号）は、ブラウンシュヴァイクにあるドイツのマスタークロックに接続される原子時計から生成される。50kWの比較的高出力で、フランクフルトから約2000kmまで、信号はヨーロッパの大部分で受信が可能である。（信号の伝播と局所の干渉次第でさらに遠くでも受信が可能。例を挙げると、受信状態が良好であれば、干渉の少ない夜間にポルトガルで受信出来る。）
その信号は振幅変調、パルス幅コード化された1ビット毎秒のデータ信号として伝わる。このデータ信号は、長さ511ビットの疑似ランダムシーケンス（直接シーケンス・スペクトラム拡散（DSSS）変調）を使っているキャリアの上へ位相変調される。送信データは、下記の情報を毎分を繰り返す、
- 現在の日付と時間、
- うるう秒予告ビット、
- サマータイムビット、
- プライマリー/バックアップ送信機の識別ビット
- いくつかのパリティビット。

2003年より、タイムコードでそれまで未使用の14ビットが、民間防衛緊急信号のために使われた。これは実験的なサービスで、ドイツの民間防衛サイレンのネットワークと置き換わる日が来る事を目途している。
コールサイン（呼出符号）DCF77 は、D=Deutschland（ドイツ）、C=long wave signal（長波信号）、F=Frankfurt（フランクフルト）、77=周波数77.5kHzを意味する。それはモールス信号で、必要に応じてITU 国際電気電信条約付属無線通信規則（Radio Regulations/RP）の第19条（"Identification of Stations /電波局の識別"）に要求され1時間毎に3回送信された。しかし、モールス式の信号が、第2の目印の信号対雑音比（SN比）を低下させることが判明し、いずれにしてもDCF77信号がその周知の特性のために国際的に容易に識別されたので、この慣行は2004年に中止された。

## 利用
電波時計は、80年代後期頃からヨーロッパで非常に好まれ、多くの時計が時間を自動的に設定するためにDCF77信号を使う。